# افرای یانگبی
ایسر یانگبینس (نام علمی: Acer yangbiense) نام یک گونه از سرده افرا است.